# Таргамадзе, Гиви
Гиви Таргамадзе (груз. გივი თარგამაძე, родился 23 июля 1968 года в Тбилиси) — бывший глава комитета парламента Грузии по обороне и безопасности (2004—2012), член партии Единое национальное движение, основанной в октябре 2001 года Михаилом Саакашвили. Депутат грузинского парламента от партии «Единое национальное движение» с 2004 года. Ранее работал журналистом. Упоминался в СМИ в связи с рядом критических высказываний в отношении российской политики на Кавказе.

## Биография
Гиви Таргамадзе родился 23 июля 1968 года в Тбилиси. Окончил факультет журналистики Тбилисского государственного университета. В 1985—1991 годах работал санитаром на скорой помощи и в больничном операционном блоке. В 1992—1993 годах работал в университетской газете «Обозреватель» был редактором отдела газеты The Georgian Times, в 1994—1995 годах — заместителем главного редактора газеты Аргументы. В 1995—1996 годах работал в политическом отделе газеты Дилис Газети..
В 1997 году Таргамадзе стал главным координатором программ журналистских расследований неправительственной организации «Институт свободы», в 2002 году вошёл в состав координационного совета по борьбе с коррупцией при президенте Грузии Эдуарде Шеварднадзе.
В марте 2004 года был избран депутатом парламента Грузии от блока Национальное Движение — Демократы нового президента Михаила Саакашвили и спикера парламента Нино Бурджанадзе.
В апреле 2004 года Таргамадзе стал председателем парламентского комитета по обороне и безопасности.
В ноябре 2004 года вошёл в партию Саакашвили «Единое национальное движение».
В дальнейшем в 2008 и 2012 годах Таргамадзе вновь избирался в парламент от «Единого национального движения».
В 2004—2006 годах Таргамадзе сделал ряд критических высказываний в отношении российской политики на Кавказе. Так, в частности, он заявлял, что российские миротворцы в зонах абхазского и южноосетинского конфликтов должны быть объявлены вне закона, поскольку Россия является агрессивной стороной в этих конфликтах. Кроме того, Таргамадзе заявлял, что Россия после 2003 года стала «мусорной свалкой для международных криминалов, бежавших из Грузии», а ФСБ — «зонтиком и укрытием для этих преступников». Среди лиц, которым покровительствует ФСБ, Таргамадзе назвал разыскиваемого Генеральной прокуратурой Грузии по линии Интерпола экс-шефа грузинской госбезопасности Игоря Гиоргадзе и экс-главу Аджарии Аслана Абашидзе.
В ноябре 2005 года российское посольство в Грузии без объяснения причин отказало Таргамадзе, включённому в состав делегации грузинского парламента, направляющейся в Санкт-Петербург на заседание Парламентской ассамблеи СНГ, в выдаче визы на въезд в Россию. В связи с этим вся делегация грузинского парламента бойкотировала работу ассамблеи. В свою очередь, в посольстве России в Грузии заявили, что российские визы были выданы всей делегации — и, хотя первоначально визовой запрос Таргамадзе был отклонён, после повторного рассмотрения запроса виза ему всё же была выдана.
17 апреля 2006 года в эфире «Первого канала» журналист Михаил Леонтьев обнародовал записи телефонных бесед, якобы состоявшихся между Таргамадзе и неизвестными лицами. Согласно записям, Таргамадзе, в частности, обещал убить одного из лидеров белорусской оппозиции Александра Милинкевича. Таргамадзе счел обвинения, прозвучавшие в его адрес, несерьёзными и не заслуживающими комментариев.
Во время операции грузинских вооружённых сил в Кодорском ущелье в июле 2006 года, Таргамадзе заявил, что в течение нескольких лет ущелье контролировалось вооружёнными криминальными элементами, поэтому их разоружение и восстановление в Кодори государственного контроля является для грузинских властей приоритетной задачей.
В октябре 2012 года в эфире телеканала НТВ был показан документальный фильм «Анатомия протеста-2», в котором утверждалось, что Таргамадзе, которого журналисты НТВ назвали «конструктором цветных революций», якобы руководил действиями Сергея Удальцова и других российских оппозиционеров и планировал с их помощью добиться насильственной смены власти в России. Комментируя фильм, Таргамадзе заявил, что сочувствует российской оппозиции, однако своё знакомство с Удальцовым опроверг.
По данным основателя спецподразделения МГБ Грузии «Букиоти», командира бойцов антитеррористического подразделения «Альфа» полковника Котэ Шавишвили, российских оппозиционеров, а также ряда грузинских и российских изданий, Таргамадзе не играл самостоятельной роли в организации московских демонстраций протеста, будучи привлечен своей университетской знакомой Тиной Канделаки в качестве посредника и наёмной публичной фигуры для маскировки каналов финансирования, связанных с крупным предпринимателем Андреем Бородиным.
В октябре 2012 года Таргамадзе, в очередной раз став депутатом парламента, уступил пост председателя комитета по обороне представителю победившей на выборах коалиции «Грузинская мечта» Ираклию Сесиашвили. При этом Таргамадзе продолжил оставаться рядовым членом комитета.
14 февраля 2013 года в рамках расследования уголовного дела о массовых беспорядках на Болотной площади, объявлен Следственным комитетом России в федеральный розыск. Весной 2013 появились сообщения о том, что Таргамадзе также был объявлен в международный розыск по линии Интерпола, однако позже Интерпол объявил об отказе в выдаче Таргамадзе российским властям, сочтя его преследование в России политически мотивированным.
В ноябре 2013 года Михаил Саакашвили признал, что просил Таргамадзе о встрече с российскими оппозиционерами в Литве и Белоруссии.
9 апреля 2014 года было опубликовано заявление генерала грузинской армии Тристана Цителашвили, что в Киеве работали четверо грузинских снайперов, которые находились там по указанию Михаила Саакашвили, а непосредственно ими руководили Гиви Таргамадзе и Гиа Барамидзе: «Мне точно известны личности тех четырёх человек, которые находились там в качестве снайперов, но, исходя из интересов следствия, не могу их назвать. Материалы следствия через две недели будут направлены в прокуратуру», — сказал Цителашвили.
4 октября 2016 года, за несколько дней до парламентских выборов, в центре Тбилиси был взорван автомобиль Таргамадзе. Сам он в момент взрыва находился в салоне, но не пострадал. По другим данным, он получил незначительные повреждения.

## Семья
Жена — Нино Мушкудиани, есть две дочери: Наталья и Екатерина Таргамадзе.